# Frosinone Calcio
O Frosinone Calcio é um clube de futebol italiano da cidade de Frosinone que disputa a Série B.

## História
A Frosinone Calcio foi fundada em 5 de março de 1906 com o nome de Unione Sportiva Frusinate. As cores da equipe eram originalmente vermelho e azul, que posteriormente foram alteradas para o atual amarelo e azul. Por ano de fundação, a empresa Frosinone ocupa o terceiro lugar entre as ainda ativas no Lazio, depois de "Lazio" (1900) e "Formia" (1905).
A presença de atividades competitivas relacionadas com o futebol é demonstrada por alguns documentos imediatamente posteriores à assinatura dos estatutos da empresa, incluindo uma fotografia datada de 1907, retirada do arquivo Bottoni, que mostra uma equipa juvenil de futebolistas de Frosinone provavelmente com idades compreendidas entre os 10 e os 12 anos anos.
O Il Messaggero sublinhou, na edição de 1 de fevereiro de 1907, o feedback obtido em pouco tempo pela nova associação desportiva da cidade: «Esta associação desportiva que tem como finalidade principal a educação física, dado o número cada vez maior de sócios, ocupou novas instalações [...] O brilhante encontro é frequentado pelas pessoas mais respeitáveis da cidade que elogiam e incentivam o saudável desenvolvimento da Associação».
As primeiras cores corporativas, especificadas nos estatutos no artigo IV, foram o vermelho e o azul, retirados do brasão da cidade. Mostrava um leão desenfreado em um fundo vermelho e uma faixa cruzada azul com o lema "Bellator Frusino". Dado o custo dos uniformes da época, é improvável que o uniforme rossoblu tenha sido usado desde o início.[carece de fontes?]
O artigo III dos Estatutos estabelecia, com uma abordagem bastante moderna para a época, que a associação desportiva se abstivesse de qualquer atividade de natureza política e religiosa.
O primeiro campo de jogo adotado pela empresa foi localizado em Frosinone ao longo da atual via Cicerone (na época chamada via Casilina Nord) perto da vila municipal, enquanto o histórico "Stadio Matusa" (que teria resistido, com modificações e ampliações posteriores, até 2017) foi construído apenas em 1932.
O mesmo clube, porém, tem convencionalmente escolhido como data de origem não a data de fundação do clube desportivo (5 de março de 1906), como é prática amplamente consolidada com exemplos ilustres como o Genoa (1893) e o Milan (1899)(clubes desportivos que incluía "cricket" e "futebol"), mas sim a mudança de nome em "CXIX Legio M.V.S.N. Frosinone" e sua consequente afiliação à FIGC que ocorreu mais de vinte anos depois, em 19 de setembro de 1928.
Este método parece muito incomum se considerarmos a criação de muitos outros clubes esportivos, como a "Società Podística Lazio" (que, fundada em 1900, ingressou na FIGC em 1908 e criou uma seção de futebol apenas em 1910) ou o "Genoa Cricket and Football Club" (que se filiou cinco anos depois de ser criado como clube desportivo).
De facto, ainda antes da mudança de denominação social induzida pelo regime fascista, a U.S. Frusinate já tinha obtido filiação na FIGC em 1923 e tinha estado envolvida na atividade competitiva ao figurar nas fileiras federais do campeonato da Quarta Divisão Lazio 1923 -1924 no grupo B. A equipe Ciociaro naquele período em nível organizacional era coordenada por Augusto Diamanti, uma figura de referência que estava a cargo dos executivos da empresa. Na equipe titular, entre outros: Biagi (goleiro), Armando Niro, Nobili, Magni, Luigi Diamanti, Dante e Giulio Toscani, Aldo e Renato Calmanti (este último também seria capitão por muitos anos, atuando também no Prima Division até meados da década de 1930, quando morreu repentinamente de ataque cardíaco aos 29 anos)
A atividade da equipe Frosinone no início da década de 1920 é testemunhada pelo noticiário esportivo da época, incluindo um artigo de 1922 publicado na La Gazzetta dello Sport. Relata a descrição da partida disputada em 28 de junho de 1922, no campo de futebol Madonna della Neve, em Frosinone, entre o 59º fanteria Frosinone e o americano Frusinate. A reunião oficial, dirigida pelo árbitro Carlo Magni e realizada na presença do prefeito Piero Gizzi e das autoridades militares, foi válida para a atribuição do prêmio Comune di Frosinone. A vitória foi para a seleção do Exército por seis gols a zero.
Jogadores experientes, como Vincenzo Fresia, tetracampeão da Itália com o Pro Vercelli e ex-camisa 9 da seleção nacional, estavam alinhados na linha deste último. Quem serviu como tenente em Frosinone no 59º Regimento de Infantaria.
Em outra partida disputada em 27 de agosto do mesmo ano, a equipe de Frosinone chegou aos rossoneri do C.S. Alatri graças a uma marcação de seu capitão Renato Calmanti. Naquela época a presença de jogadores da categoria na seleção militar estimulava a atividade competitiva do Unione Sportiva Frusinate, que se desdobrava em campo com as cores sociais branco e azul. Após a afiliação à FIGC em 1923 e o registro na IV Divisão Lazio, em 1925 a Unione Sportiva Frusinate passou o bastão para a nova Società Sportiva Alba Frusinate.
No final da década a atividade esportiva em Frosinone recebeu um novo impulso das políticas fascistas de incentivo ao exercício físico e ao esporte, bem como a expansão econômica e política que a cidade experimentou após o estabelecimento da nova província da qual tornou-se a capital em 1927. Neste contexto, a 19 de setembro do ano seguinte a empresa voltou a mudar de denominação para Gruppo Sportivo CXIX Legione M.V.S.N. Frosinone , juntando-se assim novamente à Federação Italiana de Futebol. No dia 25 de setembro a equipe se inscreveu no campeonato do grupo B da terceira divisão.
Em 17 de outubro de 1929, o jornal esportivo Il Littorale noticiou a afiliação do novo Polisportiva Bellator Frusino à FIGC. O clube esportivo, que arrecadou a herança da CXIX Legione M.V.S.N. Frosinone, era comandado por Pier Luigi Tinelli. A equipe participou do campeonato da III Divisão, grupo C, enquanto na temporada seguinte foi incluída no grupo B
O clube, posteriormente batizado de Bellator Frusino, conseguiu chegar à Primeira Divisão Nacional em 1934. A figura do presidente Emilio Frongasse foi fundamental neste período. Na segunda metade dos anos 30, o Bellator Frusinate se desfez e foi substituído pelo FF.GG. Frosinone que jogou seu futebol em um torneio interprovincial.
O renascimento do Frosinone ocorreu no campeonato de 1945–1946, a equipe disputou o campeonato da Seconda Categoria e subiu para a Prima Categoria no ano seguinte e, posteriormente, após uma excelente temporada no campeonato, conseguiu ser promovido à Série C-Lego Centro. De 1948–49 a 1951–52, os Canarini competiram no campeonato Promozione-Interregionale della Lega Centro e foram incluídos no novo campeonato Quarta Serie durante o verão de 1952.
De 1952 a 1958, por seis anos consecutivos, os Canarini disputaram a Quarta Série, tendo como melhor resultado o quarto lugar, conquistado em 1953. A partida mais marcante desta vez foi contra o Cosenza, em 24 de novembro de 1957. O Cosenza jogava para a promoção, mas Frosinone assumiu a liderança (e venceu devidamente) a três minutos do fim.
O árbitro, atingido por um jogador do Cosenza, caiu no chão e foi vaiado até o final da partida. Vários episódios de violência aconteceram e o jogo se transformou em um "western". Após deixar o estádio, o árbitro foi perseguido por alguns quilômetros por alguns torcedores do Frosinone. Cosenza encaminhou recurso e a CAF anulou o resultado da partida. Frosinone expressou seu ressentimento contra a Lega pela injustiça sofrida e ameaçou se retirar da liga. Em seguida, o Frosinone perdeu o jogo de volta em Cosenza e outras penalidades do Lega foram impostas.
As personalidades mais importantes desta época foram os presidentes Domenico Ferrante e Angelo Cristofaro (uma das principais figuras da história do clube), um ex-técnico Genta e os jogadores Azzoni, Gabriele, Diglio, Dini e Spinato.
Em 1958, a US Frosinone foi fundada, competindo nos campeonatos Seconda Categoria e Promozione. O futebol voltou a Frosinone em 1963, quando o presidente Cristofari junto com Dante Spaziani e Augusto Orsini anunciaram a formação do Sporting Club Frosinone. Na Série D, o Frosinone sempre terminou entre as primeiras posições, e em 1966 foi promovido à Série C após confronto com o Latina. No ano seguinte, os canarini foram rebaixados para a Série D, onde em 1967-68 ficaram em terceiro, depois em quinto e segundo. As principais figuras do clube neste período foram os irmãos Stirpe, os treinadores De Angelis e Rambone e os jogadores Benvenuto, Caputi, Da Col, Del Sette, Fumagalli e Trentini.
Em 1970-71, Frosinone, sob o presidente do clube Marocco, ostentava o recorde nacional de melhor defesa (com o goleiro Recchia sofrendo apenas 8 gols) e novamente conseguiu a promoção para a Série C, onde o canarini jogou quatro boas temporadas (o melhor resultado foi sétimo em 1972) e seu craque Massimo Palanca entrou no firmamento do futebol, artilheiro do grupo central da Série C em 1974 e depois foi bem sucedido representando Catanzaro na Série A. De 1975 a 1978 o canarini jogou na Série D, alcançando a promoção para a Série C2 em 1976–77. Em 1977-78, o Frosinone foi novamente rebaixado para a Série D e lá permaneceu até 1982. Os principais protagonistas do clube nos anos setenta foram os presidentes Marocco e Battista, os treinadores Giuseppe Banchetti e Giuseppe Lupi e os jogadores Brunello, Colletti, Dal Din, Santarelli, Masiello, Vescovi e, como mencionado anteriormente, Massimo Palanca. Frosinone começou a próxima década da melhor maneira possível.
Em 1980-81, o Canarini foi promovido à Série C2 sem perder um jogo. Entre os profissionais, Frosinone conseguiu boas colocações e produziu novos talentos como Gabbriellini, Perrotti e De Paola. Apesar de uma situação financeira precária, o Frosinone comandado pelo presidente Di Vito e pelo técnico Alberto Mari foi promovido à Série C1.
Na temporada de 1987-88, o Canarini jogou sua primeira temporada na Série C1 e terminou no meio da tabela. Eles retornaram imediatamente à Série C2 na temporada seguinte, apesar de um bom começo. O goleiro Marco Cari e o técnico Alberto Mari (posteriormente substituído por Robotti) foram suspensos por infração de apostas relacionadas ao futebol. Entre os jogadores mais importantes da década de 1980 estavam Davato, Atzori, Di Liso, Cristiano, Bellini, Perrotti e Edoardo Artistico Poli, que então iniciou uma invejável carreira no futebol.
No verão de 1990, tendo perdido a promoção ao C1 por apenas três pontos, o Frosinone foi afastado da Federação Italiana de Futebol por causa de sua situação financeira. Quando parecia provável que voltariam à divisão Promozione, o clube foi colocado na Interregionale, onde permaneceu por quatro anos.
Em 1993-94, depois que o campeonato estava quase concluído, os Canarini ("os canários") foram ultrapassados por Giulianova e Albanova e foram rebaixados, mas foram reintegrados à Série C após o término da temporada.
Em 1996 o clube conquistou uma colocação intermediária na Série C2, e liderava o Girone C de C2, mas na última jornada do campeonato o Frosinone foi derrotado pelo Benevento e ultrapassado na tabela pelo Avezzano. Também perderam nos play-offs, sendo derrotados na semifinal pelo Albanova. Eles então jogaram três temporadas medíocres consecutivas. Eles sobreviveram aos dois primeiros, em play-offs contra Casertana e Albanova, mas no terceiro ano o Frosinone foi derrotado pelo Tricase e rebaixado.
Na Série D, o Frosinone terminou em quinto lugar em 2000, enquanto em seu segundo ano na Série D a equipe se envolveu em uma emocionante batalha frente a frente com A.C. Martina da Apúlia. No final terminaram em segundo lugar, mas com impressionantes 81 pontos. Sob o comando do presidente Navarra e dos treinadores Luca e Stefano Sanderra, a equipe voltou à Série C2.
Em seus dois primeiros campeonatos no C2, o Frosinone foi comandado por cinco táticos diferentes. Depois de um bom início, a equipa parecia conseguir chegar aos play-offs, no entanto terminou a meio da tabela. Em 2003 o clube foi adquirido por um grupo de empresários liderados por Maurizio Stirpe, filho de Benito, ex-presidente do clube na década de sessenta.
Stirpe chamou Enrico Graziani para Frosinone como diretor geral. Graziani já havia trabalhado no Teramo, conquistando a promoção do clube abruzzês ao C1. A posição gerencial foi confiada a Giorgini, que havia passado a temporada anterior no Brindisi, da Serie C2. Depois de um início de temporada mediano, Giorgini foi substituído por Daniele Arrigoni, ex-treinador do Messina e do Palermo na Série B.
Com um time já forte, incluindo jogadores como Arno, Vitali, Dario Rossi, Gianluca e Stefano De Angelis, Manca, Tatomir, Galuppi e o goleiro de Juliis, se aprimorando no mercado de transferências agregando jogadores de qualidade como De Cesare, Aquino e Buonocorre. Muita expectativa foi colocada em Enrico Buonocorre, mas o trequartista fez jus a elas. Ele, no entanto, marcou uma cobrança de falta crucial na partida contra o Castel Di Sangro.
A equipe teve um bom desempenho na temporada 2003-04 da Série C2, lutando pela supremacia perto do topo da tabela com Brindisi. As duas equipes se revezarão para ocupar o primeiro lugar até o final da temporada. Na última jornada, o Frosinone, com um ponto a menos que o Brindisi, viajou até ao terreno do Melfi, enquanto o Brindisi enfrentou uma dura deslocação ao terreno do clube siciliano Igea Virtus. Tanto Melfi quanto Igea brigavam por uma vaga nos play-offs, deixando tudo para jogar nesses dois confrontos. Frosinone venceu Melfi graças a um golaço de Ciro De Cesare, enquanto Brindisi não conseguiu vencer Igea.
O Frosinone estava agora de volta à Série C1 pela primeira vez em dezesseis anos. A temporada 2003-04 é lembrada não apenas pela histórica promoção de volta ao C1, mas também pelas vitórias no derby com a Latina, com quem há uma rivalidade acirrada. Frosinone venceu as duas partidas por 1–0, com gol de Manca fora e Aquino marcando em casa.
Após seu retorno ao C1, que os viu viajar para cidades históricas como Cremona, Mântua e Pisa, Frosinone nomeou Dino Pagliari como técnico, enquanto Salvatore Mastronunzio, Di Deo (mais tarde vendido para Ternana em B), Molinari, Nicola Pagani, Mauro Zaccagnini, goleiro Zappino, promovido, Alfredo Cariello, Davide D'Antoni, Francesco Mocarelli, Antonio Di Nardo e Michele Ischia foram contratados para reforçar o elenco. Homens famosos que jogaram pelo Frosinone incluem o comentarista esportivo Sandro Ciotti.
A temporada viu o Frosinone passar por altos e baixos, terminando em quinto lugar e chegando ao play-off, onde foi eliminado pelo Mantova.
Na temporada seguinte, 2005-06, Frosinone foi treinado por Ivo Iaconi, que teve ofertas de dois times da Série B, Fermana e Pescara, mas optou por administrar o Canarini.
Vários jogadores foram contratados para ajudar o clube em sua promoção, incluindo Ciro Ginestra, Stefano Bellè, Jimmy Fialdini, Paolo Antonioli, Massimo Perra, Marco Martini, Marco Ogliari e Giuseppe Anaclerio.
Apesar da presença do gigante caído e do ex-vencedor do Scudetto Napoli na liga, Frosinone emergiu como um forte adversário. Eles começaram bem a temporada, com uma vitória por 4–1 em Perugia.
O Frosinone continuou em boa forma ao longo do campeonato, terminando em segundo atrás do Napoli e favorito para vencer os play-offs. O primeiro adversário foi o Sangiovannese, da Toscana, que terminou em quinto. Ambas as partidas terminaram sem gols e o Frosinone avançou para a final em virtude de sua melhor colocação no campeonato.
Na final, eles enfrentaram outro time da Toscana, o Grosseto, empatando em 0 a 0 em casa e vencendo por 1 a 0 fora, graças a um erro do goleiro. Pela primeira vez, o Frosinone foi promovido à Série B.
Na primeira temporada na Série B, o clube fez várias contratações para manter o time competitivo. Eles incluíram Massimo Margiotta, Francesco Lodi, Lucas Rimoldi e Fabio Di Venanzio. Entretanto, iniciaram-se as obras de reestruturação do Estádio Matusa, cuja capacidade passou de 5.000 para quase 10.000 lugares.
O primeiro jogo da temporada foi uma derrota por 1-0 no Stadio Nereo Rocco contra o Triestina. Seguiram-se empates em casa contra Spezia e Arezzo e outra derrota fora em Rimini. A primeira vitória foi fora de casa, no Stadio Romeo Menti, contra o Vicenza. Terminou 2–1 com gols de Margiotta e Di Nardo.
Entre as vitórias mais importantes da temporada estão as vitórias por 2 a 1 contra Bologna e Lecce e a emocionante vitória por 1 a 0 contra o Bari, onde o goleiro Zappino defendeu um pênalti. Em 28 de outubro de 2006, Frosinone enfrentou a gigante Juventus. O gol de Alessandro Del Piero (seu 200º pela Juve) decidiu o jogo, mas os Frusinati voltaram para casa de cabeça erguida.
A temporada terminou com um empate contra o Modena, e o Frosinone terminou em 13º, uma posição mais do que satisfatória para a temporada de estreia.
Os Canarini melhoraram isso durante sua segunda temporada na Série B, terminando em 10º em 2007-08, e durante grande parte da temporada estiveram em uma disputa real por uma vaga no play-off e uma promoção altamente improvável para a Série A.
Em 21 de maio de 2011, o clube foi rebaixado da Série B para a Lega Pro Prima Divisione após terminar na última posição da tabela.
Em 7 de junho de 2014, Frosinone, sob a orientação do técnico Roberto Stellone, foi promovido da Lega Pro Prima Divisione para a Série B depois de vencer o playoff por 1–1, 3–1 (4–2 agregado) contra o Lecce.
Na temporada 2014-15 da Série B, Frosinone rapidamente emergiu como uma surpresa para uma vaga na Série A, lutando contra times mais renomados, como Vicenza e Bologna, por uma vaga na primeira divisão. Em 16 de maio de 2015, Frosinone ganhou a promoção automática após uma vitória em casa por 3–1 contra o Crotone, seis pontos à frente do terceiro colocado Bologna, com apenas um jogo restante; como tal, o clube fez sua primeira aparição na Série A na temporada 2015-16.
A campanha inaugural do Frosinone na Série A começou de forma difícil, perdendo as quatro primeiras partidas e caindo para a última posição da tabela. Na quinta rodada, o clube enfrentou os pesos pesados do futebol italiano, Juventus, no Juventus Stadium. Desafiando todas as probabilidades, Frosinone saiu com seu primeiro ponto na Serie A graças a um empate de cabeça de Leonardo Blanchard no último minuto para encerrar a partida com um empate 1-1. Na rodada seguinte, o Frosinone conquistou sua primeira vitória na Série A, derrotando o Empoli por 2 a 0 no Stadio Matusa. O Frosinone conquistou sua segunda e terceira vitórias consecutivas em casa ao vencer a Sampdoria pelo mesmo placar do Empoli e do recém-promovido Carpi por 2–1. O Frosinone Calcio foi rebaixado para a Série B após uma temporada na Série A, terminando em 19º lugar.
Em 29 de maio de 2017, o Frosinone perdeu o playoff de promoção da semifinal contra o Carpi, permanecendo na Série B.
Em 16 de junho de 2018, o Frosinone foi promovido à Série A pela segunda vez em sua história, derrotando o Palermo por 2 a 0 em casa para vencer por 3 a 2 no total nas finais do play-off da promoção, após uma derrota por 2 a 1 na primeira mão. Eles foram rebaixados para a Série B após uma temporada no nível superior. Em sua primeira temporada na Série B, o Frosinone perdeu a promoção depois de perder na final do playoff para o Spezia.

## Cores e Símbolos
As primeiras cores sociais do clube foram o vermelho e o azul. Agora eles são amarelos e azuis. Desde a temporada 2007-08, o clube tem como mascote o Lillo, representado por um leão, animal que aparece no brasão. O nome foi escolhido pelos torcedores do Frosinone em uma enquete no site oficial do clube. O mascote acompanha o time da casa e a partir da temporada 2008-09 também há a chance de ser selecionado, a pedido, para representar o Lillo em um jogo.

## Elenco atual
- Atualizado em 4 de dezembro de 2024 [10].

Legenda
- : Capitão
- : Jogador suspenso
- : Jogador lesionado

## Estádio
Frosinone sempre jogou seus jogos em casa no Stadio Comunale di Frosinone, apelidado de Matusa por causa da idade da estrutura. Fundado no que era então a periferia da cidade, hoje, como resultado do enorme crescimento urbano da cidade, está situado no centro da capital de Frosinone rodeado por vários edifícios. Sofreu várias reconstruções mas nunca relacionadas com a estrutura fundacional da arquibancada, que ainda é a da fundação.
Ao longo dos anos, também em função dos resultados da equipa, teve diferentes capacidades. Em 2014, poderia acomodar aproximadamente 10.000 espectadores.
Na década de oitenta, o novo Stadio Casaleno começou a ser construído a pouca distância da área. O andamento, que levou à construção de uma arquibancada, porém, foi interrompido em decorrência de escândalos e projetos errôneos e levou ao declínio temporário da equipe. Por vários anos, foram propostos projetos para completar a estrutura e dar ao Frosinone um novo estádio, mas a ideia, além de complexas brechas burocráticas e questões econômicas, também encontrou resistência de muitos torcedores que preferem jogar no antigo estádio histórico.
Em 2007, para desbloquear o impasse que envolvia a gestão do antigo Matusa e a construção do novo estádio municipal, alguns adeptos do clube, num gesto provocativo, colocaram o estádio a leilão no eBay por um único euro, embora em poucas horas o preço da licitação tenha ultrapassado € 8 milhões.
O recorde de espectadores em um jogo dentro do Matusa remonta ao campeonato da Série C1 de 1988-89, com cerca de 12.000 espectadores para uma partida contra o Campobasso.
A partir de outubro de 2017, o Frosinone joga em casa no estádio Benito Stirpe. O número recorde de espectadores em um jogo dentro do campeonato Stirpe na Série B de 2017–2018 foi de cerca de 16.286 espectadores para uma partida contra o Foggia.
Em novembro de 2017, a Frosinone Calcio lançou o primeiro esquema público de investimento em mini-obrigações no futebol italiano por meio da plataforma de investimento esportivo Tifosy. O presidente da Frosinone Calcio, Maurizio Stirpe, menciona que os recursos do mini-bond seriam usados para:
construir o centro médico (destinado a todos aqueles que gravitam em torno do mundo do Frosinone Calcio) e o restaurante , ambos localizados na barriga da arquibancada central. Com os recursos que o clube pretende arrecadar por meio de crowdfunding, o anel ao redor do estádio poderia também ser reestruturado, com a reconstrução do pavimento, de forma a permitir que os cidadãos que utilizam estes espaços possam correr e treinar-se para terem um espaço mais funcional para estas atividades".
O Frosinone Bond arrecadou € 1.500.000, o que foi € 500.000 acima do que o clube inicialmente pensou que o título arrecadaria.

## Títulos

### Nacionais
- Serie B:
  - 2022-23
- Serie C2:
  - 1986-87 (Grupo D) e 2003-04 (Grupo C)
- Serie D:
  - 1965-66 (Grupo D) e 1970-71 (Grupo F)

### Regionais
- Terza Divisione:
  - 1932-33
- Seconda Divisione:
  - 1933-34 e 1945-46 (Grupo E)
- Prima Categoria
  - 1962-63